# Mesochorus errabundus
Mesochorus errabundus är en stekelart som beskrevs av Hartig 1838. Mesochorus errabundus ingår i släktet Mesochorus och familjen brokparasitsteklar. Arten är reproducerande i Sverige. Inga underarter finns listade i Catalogue of Life.